# Louis Costes
Pour les articles homonymes, voir Costes.
Louis Jacques Costes (né le 25 mai 1881 à Toulouse, mort le 19 décembre 1932 dans le 7e arrondissement de Paris) est un clarinettiste et compositeur français.
Louis Costes obtient un deuxième accessit en 1899 dans la classe de Cyrille Rose puis le premier prix de clarinette du Conservatoire de Paris dans la classe de Charles Turban en 1901.
Il intègre la Musique de la Garde républicaine vers 1905 puis en devient soliste. Il fera plusieurs enregistrements en tant que soliste avec cet ensemble. 
Il joue comme clarinette solo dans l'orchestre de la Société des concerts du Conservatoire de 1914 à 1933.
Bien que disciple de Cyrille Rose, son jeu dispose d'une approche explicitement chantante, basée sur l’usage d’un vibrato permanent et resserré rappelant le jeu de certains flûtistes de l'époque.
Il était également directeur artistique de la maison Leblanc et jouait dans le quintette Leblanc avec M. Gauthier (clarinette soprano), Léon Leblanc (clarinette alto), M. Lebailly (clarinette basse) et Charles Houvenaghel (clarinette contrebasse).

## Œuvres
- Brillantes variations sur le Carnaval de Venise pour clarinette en si bémol, dédicacées à Henri Paradis[6]
- 60 études pour clarinette en 3 cahiers, (G. Leblanc, 1ère édition, 1938); (Billaudot, 2nde édition, 1981)

## Enregistrements
- Magnan, Les deux amis, Polka pour deux clarinettes avec accompagnement d'orchestre; Solistes: René Verney & Louis Costes (Clarinettistes de la Musique de la Garde Républicaine de Paris - 1ers Prix du Conservatoire de Paris) (Paris: Disque Odéon, 84 tours, A72007)
- Buot, La chanson des nids, Polka pour deux clarinettes ; Solistes: René Verney & Louis Costes (Clarinettistes de la Musique de la Garde Républicaine de Paris - 1ers Prix du Conservatoire de Paris) (Paris: Disque Odéon, 84 tours, A72008)
- Paul Jeanjean, Au clair de la Lune, variations pour clarinette par Louis Costes (clarinette), soliste de la Garde Républicaine et des Concerts du Conservatoire, au piano: Jane Costes (Paris: Disque Leblanc no 124)[7]
- Fantaisie sur Rigoletto ; Carnaval de Venise / M. Costes, clarinette solo de la Garde Républicaine ; G. Andolfi, piano, (disque 78 tours, Pathé X9874, 1931) (BNF 37968964)
- Nikolaï Rimski-Korsakov : Shéhérazade (Le récit du Prince Kalender), Orchestre de la Société des Concerts du Conservatoire (Louis Costes, clarinette solo), dir. Philippe Gaubert, (Vogue (1990), 665001, 1928, cd)[3].